# Christoph Thiele
Christoph Thiele (né le 10 septembre 1968 à Bielefeld) est un mathématicien allemand travaillant dans le domaine de l'analyse harmonique.

## Biographie
Après avoir terminé ses études de premier cycle à l'Université de technologie de Darmstadt et à l'Université de Bielefeld, il obtient son doctorat en 1995 à Yale sous la direction de Ronald Coifman. Après avoir passé du temps à l'Université de Californie à Los Angeles où il est promu professeur titulaire, il occupe la chaire Hausdorff à l'Université de Bonn.
Il est célèbre pour ses travaux (en collaboration avec Michael Lacey) sur la transformée bilinéaire de Hilbert et pour avoir donné une preuve simplifiée du théorème de Carleson ; les techniques de cette preuve ont profondément influencé le domaine de l'analyse temps-fréquence. Il reçoit le prix Salem en 1996, est conférencier invité au Congrès international des mathématiciens en 2002 et est membre de l' American Mathematical Society.